# Emmental (dal i Schweiz)
Emmental är en dal i Schweiz. Den är belägen i kantonen Bern, i den centrala delen av landet, 25 km öster om huvudstaden Bern.
I omgivningarna runt Emmental växer i huvudsak blandskog. Runt Emmental är det ganska glesbefolkat, med 34 invånare per kvadratkilometer. Årsmedeltemperaturen i trakten är 5 °C. Den varmaste månaden är juli, då medeltemperaturen är 16 °C, och den kallaste är januari, med −7 °C. Genomsnittlig årsnederbörd är 1 703 millimeter. Den regnigaste månaden är juli, med i genomsnitt 200 mm nederbörd, och den torraste är mars, med 58 mm nederbörd.